# 423 هـ
423 هـ هي سنة في التقويم الهجري امتدت مقابلةً في التقويم الميلادي بين سنتي 1031 و1032.

## مواليد
- أبو محمد الدامغاني
- أبو سنان الخفاجي